# Heros the Spartan

Heros the Spartan est une bande dessinée britannique créée en 1962 par Frank Bellamy (dessins) et Tom Tully (scénario) pour la revue Eagle.

## Le contexte
La création, en 1956, de Wulf the Briton, série d’aventures dans l’antiquité romaine, dans la revue Express Weekly amène Tiger, un journal concurrent, a créer en octobre 1957 un autre héros romain, Olac le Gladiateur (1957-1969).
Le péplum est alors à la mode au cinéma et, dans un style connexe, le succès des Vikings n’est pas pour rien dans la création d’Erik le Viking (1961-1968) dans les pages de Lion. Si Wulf essaie d’être crédible sur la réalité historique tant Olac qu’Erik sont des bandes d’aventures qui s’en écartent ouvertement : civilisations inconnues, monstres, etc.
Créé en 1962, Heros s’inscrit dans ce registre. Bande d’aventure certes mais qui peut intégrer des éléments fantastiques.
Frank Bellamy qui a repris la série de Dan Dare fait savoir qu’il est un peu las de la dessiner, aussi la nouvelle direction du journal Eagle lui propose de travailler sur une nouvelle série. Ce sera Frazer l’Africain (1960-1961). Cette série marque un tournant dans le style de Frank Bellamy qui atteint désormais sa plénitude. Néanmoins, les scénarios restent assez moyens aussi est-il décidé de lancer une série qui sera plus spectaculaire : Heros the Spartan.
Le scénario est confié à Tom Tully qui reprend la formule d’Erik le Viking. Il la reprend tellement qu’on note de grandes similitudes dans les origines des deux héros.
Erik est le fils d’un chef saxon mort au combat dans un raid viking. Le courage du père défunt, amène le chef viking à adopter le bébé qui pleure. Arcus est un général romain qui vient de briser une révolte spartiate. Dans les ruines de la cité fumante, il entend les cris d’un bébé qu’il adopte sous le nom de Heros.
Dans les deux cas les héros deviennent les porte-étendards de leur nouvelle patrie.
Conscient du talent de son dessinateur, Eagle lui offre les deux pages centrales du journal. On se retrouve ainsi avec une seule planche couvrant deux pages, un peu comme dans un format à l’italienne. Ceci permet à Bellamy d’offrir une mise en page dynamique, particulièrement par rapport au gaufrage traditionnel de l’époque.
Après deux épisodes Bellamy abandonne momentanément la série et la laisse pour une aventure à Luis Bermejo. Il revient pour une nouvelle aventure, laisse encore la place à Bermejo et revient une dernière fois pour un court épisode paru dans l’Almanach Eagle de 1966.

## Intérêt de la série
Cette série marque incontestablement l’apothéose du style de Frank Bellamy au service d’histoires qui si elles ne sont pas totalement originales sont toutefois bien conçues.
L’une de ces planches a d’ailleurs été longtemps exposée à la New York's Academy of Comic Book Arts et n’est sans doute pas étrangère au trophée gagné par Bellamy en 1972.
Il est difficile de connaitre les versions de Berjamo dans la mesure où ses aventures n’ont pas été rééditées. En revanche, certaines de ses planches éparses sont accessibles sur internet et permettent de constater que l’artiste espagnol était à la hauteur du projet.

## L’histoire
Heros, d’origine spartiate, a été adopté par un général romain, Arcus. À la mort de celui-ci. César lui demande de conduire une expédition vers l’île des Ténèbres. Outre les humanoïdes qui peuplent cette île, on trouve également une statue gigantesque qui n’est pas sans rappeler le principe de l’Argonath du Seigneur des Anneaux.
À son retour à Rome, un nouvel empereur a été couronné entre-temps et cherche à éliminer Heros. Pour cela il le charge d’aller dans la « Vallée des Brouillards » en Gaule. La Légion V qui l’accompagne est massacrée sur place et son aigle a été dérobée. Heros est faussement accusé de lâcheté. Pour prouver sa bonne foi, il n’a d’autre choix que de retrouver cette aigle romaine. Ce qu’il fera évidemment.
Là encore l’histoire est très inspirée du roman L’Aigle de la Neuvième Légion (1954) dont la dernière adaptation cinématographique date de 2011.
Luis Bermejo reprend la série pour une courte aventure de 4 planches, Mark of the Warrior, publiée dans l'almanach 1965 puis laisse de nouveau la place à Bellamy. Cette fois c’est en Irlande que le héros est envoyé par le scénariste à la suite d'une tempête. Là un combat éclate entre Romains et Celtes. Heros réussit à s’emparer d’une hache fichée dans la pierre. Cette hache appartenait à Agurth qui est enterré dans la « Vallée des Morts ». Le chef romain est donc chargé d’aller enterrer la hache auprès de son propriétaire sinon ses hommes seront exécutés.
Nouvel intermède de 6 mois pour Bermejo . Nous retrouvons Berbrix qui accompagnait Heros dans la précédente aventure. Maglot a fait prisonniers les deux hommes car une vision prémonitoire lui fait craindre de voir Héros lever une armée pour détruire la ville de Damros, refuge des hommes-garous. Le dessinateur espagnol cherche à pasticher le style de l'Anglais et y réussit assez correctement et nouveau retour de Bellamy. Cette fois c’est en Libye que Rome est défié par des esclaves commandés par El Rasheed
La dernière histoire de Bellamy dont l’action se situe en Bretagne parait sous forme de récit complet dans l’Almanach 1966.
Bermejo signe une dernière histoire qui se situe en Gaule dans laquelle Heros cherche la pierre sacrée de Kull. À noter que si cet épisode commence en format double page, il se termine en format traditionnel.

## Les fantaisies historiques
Heros ne cherche pas la réalité historique. C’est heureux dans la mesure où peu de choses collent avec elle. Tout d’abord Sparte n’était pas l’ennemie de Rome mais son alliée. C’est d’ailleurs parce que les autres cités grecques déclarent la guerre à Sparte que Rome s’engage dans la Guerre Achéenne. Par ailleurs ces événements datent de 146 avant J.C.
Pourtant il est question dans la série d’empereur ou encore César or le premier empereur, même s’il n’a pas reçu officiellement ce titre, est Octave en 27 avant J.C. quand il devient Auguste. Il est également fait allusion à un empereur Crassus, évidemment fictif, puisque le seul Crassus d’importance que l’histoire ait retenu fut l’un des membres du triumvirat avec Jules César et Pompée, mort à Carrhes en 53 avant J.C.
Enfin la présence de Romains en Irlande n’est qu’une hypothèse qui aurait pu intervenir au IIe siècle mais pas avant.

## Les publications

### Dans Eagle
Le chiffre qui suit le titre correspond pour les 4 premières aventures au nombre de pages car compte tenu du double format le nombre de planches est donc à diviser par deux, sauf pour la dernière aventure dont le format est traditionnel.
Les titres indiqués ici correspondent à ceux donnés dans l'édition en album car la version journal ne donnait pas de titre.
1. The Island of Darkness                  38           Du 27/10/1962 au 02/03/1963
2. The Eagle of the Fifth                     68           Du 09/03/1963 au 26/10/1963
3. Mark of the Warrior                          4            Eagle Annual 1965 (parution en septembre 1964). Il s'agit de la seule histoire ayant bénéficié d'un titre dès sa parution originelle.
4. Axe of Argath                                  40           Du 06/06/1964 au 17/10/1964
5. Sans titre connu car non réédité     38           Du 24/10/1964 au 20/02/1965
6. The Slave Army                              44           Du 27/02/1965 au 24/07/1965
7. Cormag and the Wolfmen                 8           Eagle Annual 1966 (parution en septembre 1965)
8. Sans titre connu car non réédité

### L’album
- Frank Bellamy's Heros the Spartan The Complete Adventures (2013) –Book Palace Books

L’édition originale a été tirée à 600 exemplaires, celle de luxe, reliée cuir à 120 et bénéficie de 24 pages supplémentaires reprenant d’autres productions de Frank Bellamy.